# Temple i replaça dels Carmelites Descalços

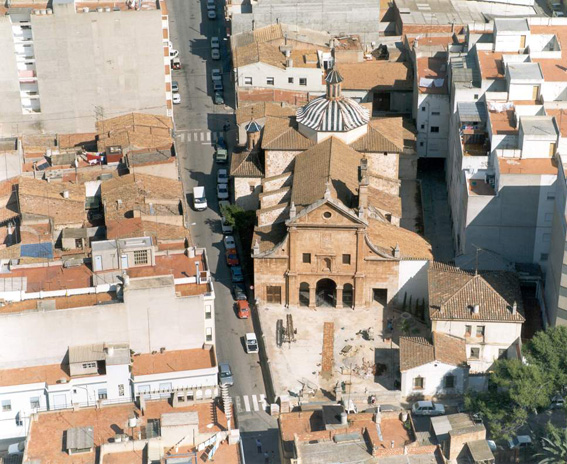
Temple i placeta dels Carmelites Descalços.

L'església de la Sagrada Família, també anomenada temple dels Carmelites Descalços al municipi de Nules (comarca de la Plana Baixa, Província de Castelló, Espanya) així com la placeta enfront del mateix, van ser construïts entre els segles XVII i xviii en estil neoclassicista formant part del conjunt del convent d'aquesta ordre.
El convent es va construir segons les traces de fra Josep de la Concepció. Les obres es van iniciar en 1675 allargant-se fins a 1710, any en què es va realitzar la façana de l'església. En 1835 el convent va ser saquejat i abandonat. En 1943 l'església és restaurada. Uns anys més tard en 1976 és destruït el convent, conservant-se únicament l'església.

## Descripció
L'església és un temple de planta de creu llatina, amb una nau amb capelles entre contraforts comunicats entre si. Té un ampli creuer que destaca en planta i en la intersecció  amb la nau central s'aixeca una cúpula. La separació de la nau amb les capelles laterals es realitza mitjançant pilastres i arcs de mig punt. La nau està dividida en cinc trams. Als peus de l'església se situa el cor alt. La coberta interior és amb volta de canó amb llunetes en la nau, i voltes de quatre punts en les capelles laterals. La capçalera és plana i està molt transformada. En el costat de l'Evangeli (el de l'esquerra) es troba la capella del Sagrari, abans anomenada de Sant Josep. El seu accés és per un arc esbiaixat; i aquesta coberta amb una cúpula el·líptica, i és la més destacable de totes.
L'interior té poca decoració, ja que en la restauració dels anys 40 la decoració barroca va ser substituïda per una altra classicista més d'acord amb la façana, deixant més visibles les línies estructurals. Un sòcol ceràmic del segle xviii recorre la nau, el cor i les capelles laterals.
La façana és el més important del conjunt, a més de conservar-se l'original. Es compon d'un rectangle emmarcat per dues pilastres, dividit en dues zones horitzontals; en la inferior un pòrtic tripartit, i en la superior una fornícula, escut de l'ordre i finestres rectangulars. Remata la façana amb un frontó rectangular amb un òcul circular al centre.
Enfront de la façana hi ha una placeta amb un mur que la tanca, en la qual l'Ajuntament en 1989 va col·locar el ámpit del pou del convent.